# John James Rickard Macleod
John James Rickard Macleod (Clunie, Escòcia 1876 - Aberdeen 1935) fou un metge escocès guardonat amb el Premi Nobel de Medicina o Fisiologia l'any 1923.

## Biografia
Va néixer el 6 de setembre de 1876 a la població escocesa de Clunie. Va estudiar medicina a la Universitat d'Aberdeen, on es va llicenciar el 1898. L'any 1900, i després d'obtenir una plaça de professor de fisiologia a la Universitat de Cleveland, es trasllada als Estats Units. Posteriorment es trasllada a la ciutat de Toronto (Canadà), esdevenint professor titular de fisiologia a la universitat d'aquesta ciutat. El 1928 retornà a Aberdeen, on morí el 16 de març de 1935.

## Recerca científica
Durant la seva estada al Canadà fou supervisor de les investigacions desenvolupades pel canadenc Frederick Banting al voltant de la recerca d'un mètode d'aïllar una secreció interna del pàncrees que, amb l'ajuda de Charles Best i l'assessorament del químic James Collip, va comportar el descobriment de la insulina i el seu posteriorment tractament eficaç per la diabetis.
L'any 1923 fou guardonat, juntament amb Frederick Banting, amb el Premi Nobel de Medicina o Fisiologia pel descobriment de la insulina. Banting es mostrà descontent per no haver segut reconegut el treball de Charles Best, per la qual cosa compartí la recompensa monetària del Premi Nobel. Davant aquest Macleod feu el mateix amb James Collip.